# Carspach

Carspach este o comună în departamentul Haut-Rhin din estul Franței. În 2009 avea o populație de 1.911 de locuitori.

## Evoluția populației
| An        | 1975  | 1982  | 1990  | 1999  | 2006  | 2009  |
| --------- | ----- | ----- | ----- | ----- | ----- | ----- |
| Populație | 1.500 | 1.448 | 1.399 | 1.620 | 1.786 | 1.911 |